# Kristina Kastendieck
Kristina Kastendieck (geb. 24. September 1971) ist eine deutsche Juristin, Richterin und Mitglied des Hamburgischen Verfassungsgerichts.

## Werdegang
Kastendieck studierte von 1992 bis 1997 Rechtswissenschaften an der Freien Universität Berlin. Nach dem Ersten Staatsexamen 1997 absolvierte sie ab 1998 ihren juristischen Vorbereitungsdienst im Bezirk des Kammergerichts Berlin und beendete ihr Studium im August 2000 mit der Zweiten juristischen Staatsprüfung. In die Zeit des Referendariats fiel die Dissertation an der Humboldt-Universität zu Berlin bei  Hasso Hofmann zum Thema „Der Begriff der praktischen Vernunft in der juristischen Argumentation – zugleich ein Beitrag zur Rationalisierung und ethischen Legitimation von rechtlichen Entscheidungen unter Unsicherheitsbedingungen“.
Kastendieck begann ihre berufliche Tätigkeit im Oktober 2000 als Rechtsanwältin bei einer internationalen, auf Wirtschaftsrecht ausgerichteten Anwaltskanzlei am Standort Berlin. Im Oktober 2005 trat sie in den Justizdienst des Landes Niedersachsen ein und wurde im März 2009  zur Richterin auf Lebenszeit am Landgericht Lüneburg ernannt. Im Jahr 2022 absolvierte Kastendieck eine Ausbildung zur Güterichterin  im Rahmen der gerichtsinternen Mediation. Sie ist in einer Zivilkammer tätig und Leiterin einer Arbeitsgemeinschaft für Referendare und Referendarinnen.
In der Sitzung vom 7. Juni 2023 wählte die Hamburger Bürgerschaft Kristina Kastendieck für eine Amtszeit von 6 Jahren zum stellvertretenden Mitglied des Hamburgischen Verfassungsgerichts.

## Mitgliedschaften
Kastendieck ist Mitglied der CDU.